# Jake Langlois
Jake Langlois (San José, 14 de maio de 1992) é um voleibolista indoor norte-americano que atua na posição de ponteiro.

## Carreira

### Clubes
Langlois autou no voleibol universitário pela Universidade Brigham Young, onde se formou em 2017. No mesmo ano, assinou contrato com o Gi Group Monza para atuar no voleibol italiano. No ano seguinte o ponteiro assinou contrato com o MKS Będzin, clube da primeira divisãod o campeonato polonês. Em 2020 o atleta voltou ao seu país natal para competir na National Volleyball Association (NVA) pelo Utah Stingers. Na sua temporada de estreia, o ponteiro conquistou o título da temporada 2020-21 e foi eleito o MVP do torneio.

### Seleção
Langlois fez sua estreia pela seleção norte-americana na Copa Pan-Americana de 2016, onde terminou na 5ª colocação. Em 2018 conquistou o terceiro lugar do Campeonato Mundail de 2018 ao derrotar a seleção sérvia por 3 sets a 1.

## Títulos
- National Volleyball Association: 1

2020-21

## Clubes
- Gi Group Monza: 2017/18 - 2017/18
- MKS Będzin: 2018/19 - 2018/19
- Utah Stingers: 2020/21 - atual